# Staf Scheirlinckx
Staf Scheirlinckx (Zottegem, 12 de março de 1979) é um ciclista belga.
Estreiou como profissional em 2000 com a equipa Collstrop e retirou-se no final de 2013 no conjunto Accent Jobs-Wanty.
Destacava em carreiras de pavés onde tem acabado no top 20 das prestigiosas Paris-Roubaix e Volta à Flandres. O seu irmão Bert foi também ciclista profissional.

## Palmarés
- 2001
  - 1 etapa do Grande Prêmio de Somme

## Resultados em Grandes Voltas
| Carreira        | 2000 | 2001 | 2002 | 2003 | 2004 | 2005 | 2006 | 2007 | 2008 | 2009  | 2010 | 2011 | 2012 | 2013 |
| --------------- | ---- | ---- | ---- | ---- | ---- | ---- | ---- | ---- | ---- | ----- | ---- | ---- | ---- | ---- |
| Giro d'Italia   | -    | -    | -    | -    | -    | -    | Ab.  | -    | -    | -     | -    | -    | -    | -    |
| Tour de France  | -    | -    | -    | -    | -    | -    | -    | Ab.  | -    | 123.º | -    | -    | -    | -    |
| Volta a Espanha | -    | -    | -    | -    | -    | 85.º | 86.º | -    | -    | -     | -    | -    | -    | -    |

-: não participa

Ab.: abandono